# Магнолиеви
Магнолиеви (Magnoliaceae) е семейство покритосеменни растения от разред Magnoliales. То включва около 225 вида дървета и храсти, разделени в 7 рода и разпространение в източната част на Северна Америка, Мексико, Централна Америка, Антилските острови, тропическите области на Южна Америка, южната и източната част на Индия, Югоизточна и Източна Азия.
За разлика от повечето покритосеменни, при които частите на цвета са разположени в пръстени, при магнолиевите тичинките и плодниците са разположени в спирали. При много видове чашелистчетата и венчелистчетата не са добре обособени. Цветовете са двуполови с удължено цветно легло, по което са разположени многобройните плодници. Семената са големи, с месеста обвивка и червен до оранжев цвят. Повечето видове се опрашват от бръмбари и разпространяват семената си чрез птици. При дървото лале (Liriodendron) опрашването е от пчели, а разпространението на семената - от вятъра.
Магнолиевите нямат голямо стопанско значение. Много видове се използват като декоративни дървета и храсти, а от някои дървесни видове се произвежда висококачествен дървен материал. Екстракт от цветовете на Magnolia officinalis се използва за медицински цели.

## Класификация
Подсемейство Magnolioideae
- Триб Magnolieae
  - Род Kmeria (5 вида)
  - Род Magnolia (128 вида) – Магнолия
  - Род Manglietia (29 вида)
  - Род Pachylarnax (2 вида)
- Триб Michelieae
  - Род Elmerrillia (4 вида)
  - Род Michelia (49 вида)

Подсемейство Liriodendroidae
- Род Liriodendron (2 вида) – Лирово дърво